# Raymond Flynn
Raymond Leo Flynn, detto Ray (Boston, 22 luglio 1939), è un politico, diplomatico ed ex cestista statunitense.

## Carriera

### Politica
Ha fatto parte della Massachusetts House of Representatives dal 1971 al 1979. È stato sindaco di Boston dal 1984 al 1993 ed ambasciatore presso la Santa Sede durante la prima amministrazione Clinton, dal 1º luglio 1993 al 20 settembre 1997.
Durante il suo mandato di sindaco sostenne l'iniziativa di Stephan Ross per la costruzione di un monumento alla memoria dell'Olocausto in città.

### Pallacanestro
Prima della sua carriera politica, è stato un affermato giocatore a livello di college: ha vinto il National Invitation Tournament 1963 con la maglia del Providence College, venendo eletto miglior giocatore del torneo. Fu selezionato al Draft NBA 1963 dai Boston Celtics ma non giocò mai in NBA.